# イーカロス

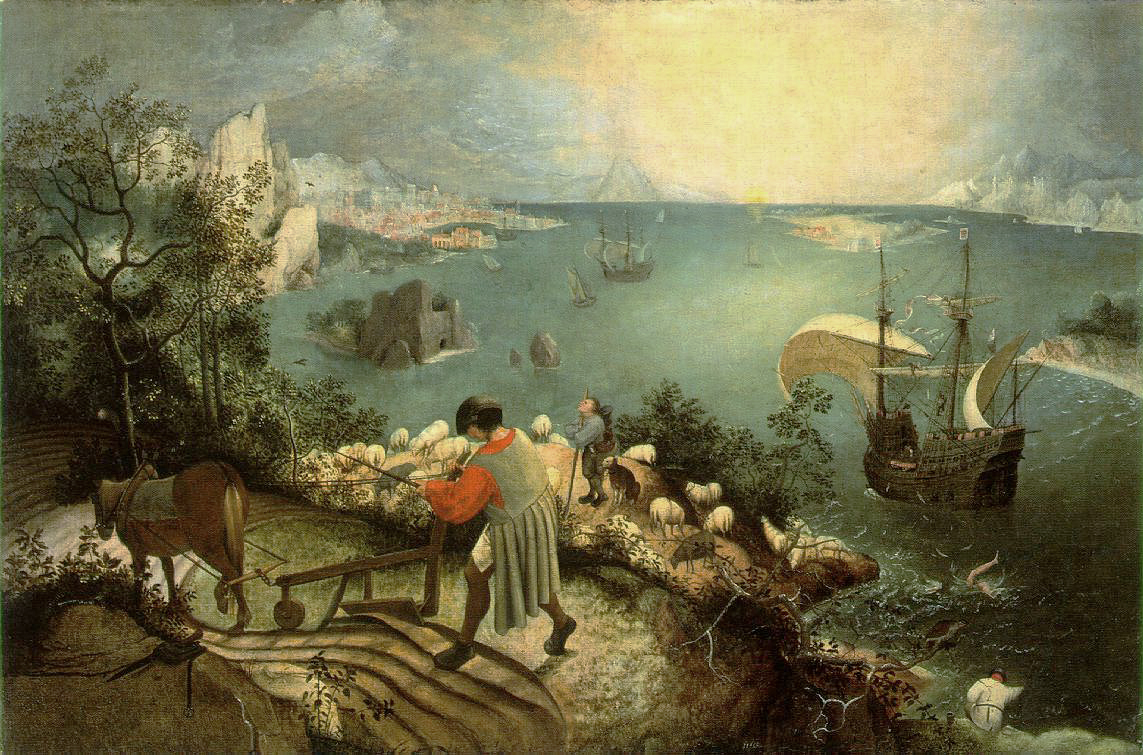
ピーテル・ブリューゲル作『イカロスの墜落のある風景』（1558） ベルギー王立美術館所蔵。
イーカロスは画面右下に小さく描かれ、海に墜落し足だけが見えている。

イーカロス（古希: Ἴκαρος, ラテン文字化：Īkaros, ラテン語: Icarus）は、ギリシア神話に登場する人物の1人である。蜜蝋で固めた翼によって自由自在に飛翔する能力を得るが、太陽に接近し過ぎたことで蝋が溶けて翼がなくなり、墜落して死を迎えた。イーカロスの物語は人間の傲慢さやテクノロジーを批判する神話として有名である。また、この他にカーリアの王にも同名の人物がいる。長母音を省略したイカロスや、ラテン語読みのイカルスとも表記される。

## 神話
伝説的な大工・職人ダイダロスとナウクラテーの息子。母ナウクラテーはクレーテー島の王ミーノースの女奴隷である。
ラビュリントスの攻略法をアリアドネーに教えたことでダイダロスとイーカロスの親子は王の不興を買い、迷宮（あるいは塔）に幽閉されてしまう。彼らは蜜蝋で鳥の羽根を固めて翼をつくり、空を飛んで脱出した。父ダイダロスはイーカロスに「蝋が湿気でバラバラにならないように海面に近付きすぎてはいけない。それに加え、蝋が熱で溶けてしまうので太陽にも近付いてはいけない」と忠告した。しかし、自由自在に空を飛べるイーカロスは自らを過信し、太陽にも到達できるという傲慢さから太陽神ヘーリオス（アポローン）に向かって飛んでいった。その結果、太陽の熱で蝋を溶かされ墜落死した。
ただし異説では、イーカロスのみが死ぬ点は一致するものの、飛行に関するエピソードはない。父子は（幽閉ではなく）追放され、船でクレーテー島を脱出する。2人は別の船に乗った（イーカロスがダイダロスを追ったとも）が、イーカロスは帆船をうまく操れず船が転覆し溺死してしまった、あるいは、船から降りる際に海に落ちて溺死してしまった。

## 傲慢と勇気
イーカロスの神話は、テクノロジー批判神話の一種であり、人間の傲慢さが自らの破滅を導くという戒めの意味もあった。
しかし、楽曲「勇気一つを友にして」のように、本来の教訓とは逆に、自らの手で翼を作り飛び立ったイーカロスを勇気の象徴として表している例もある。

## ギャラリー

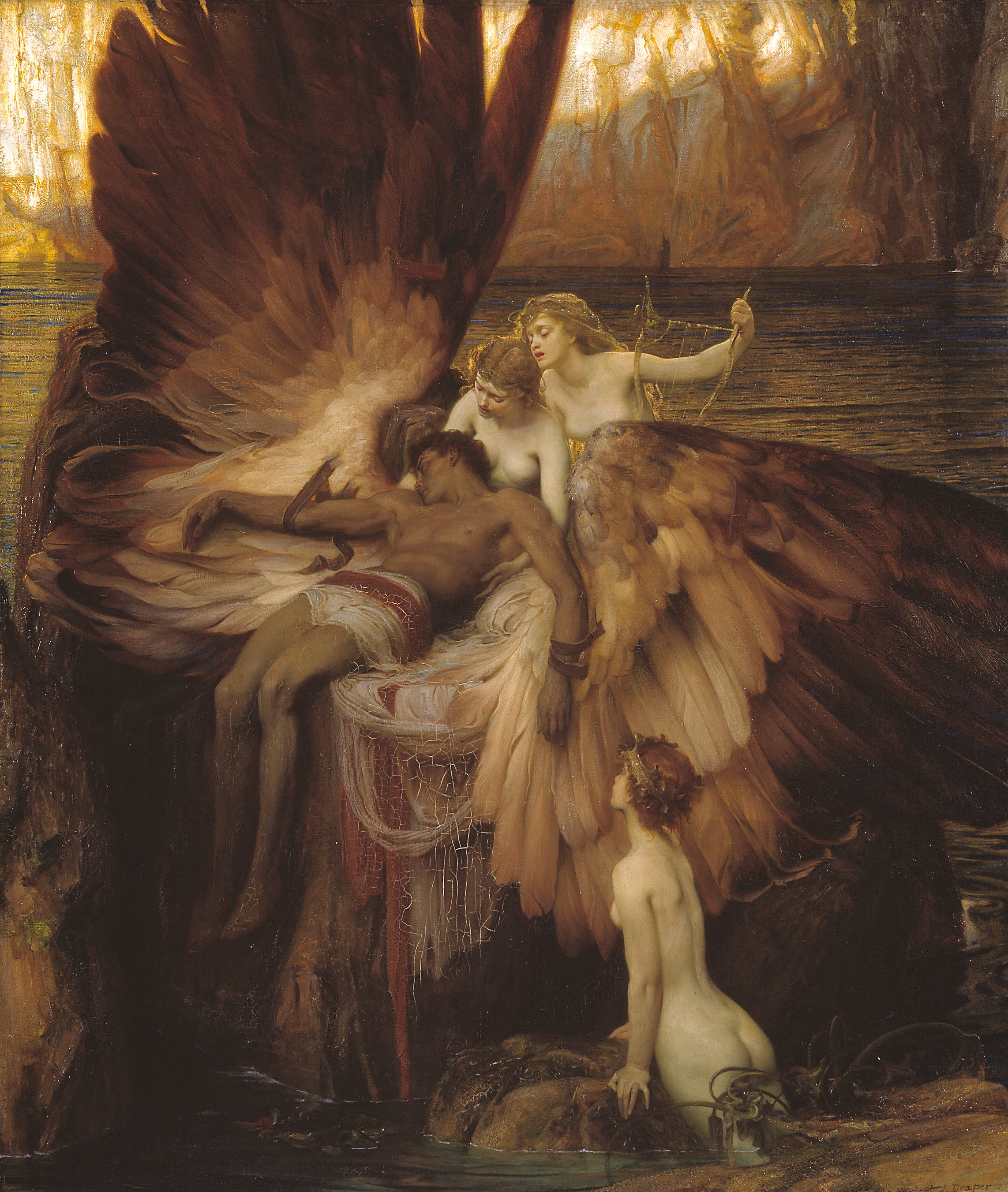
絵画『イーカロスへの哀歌』（1898）
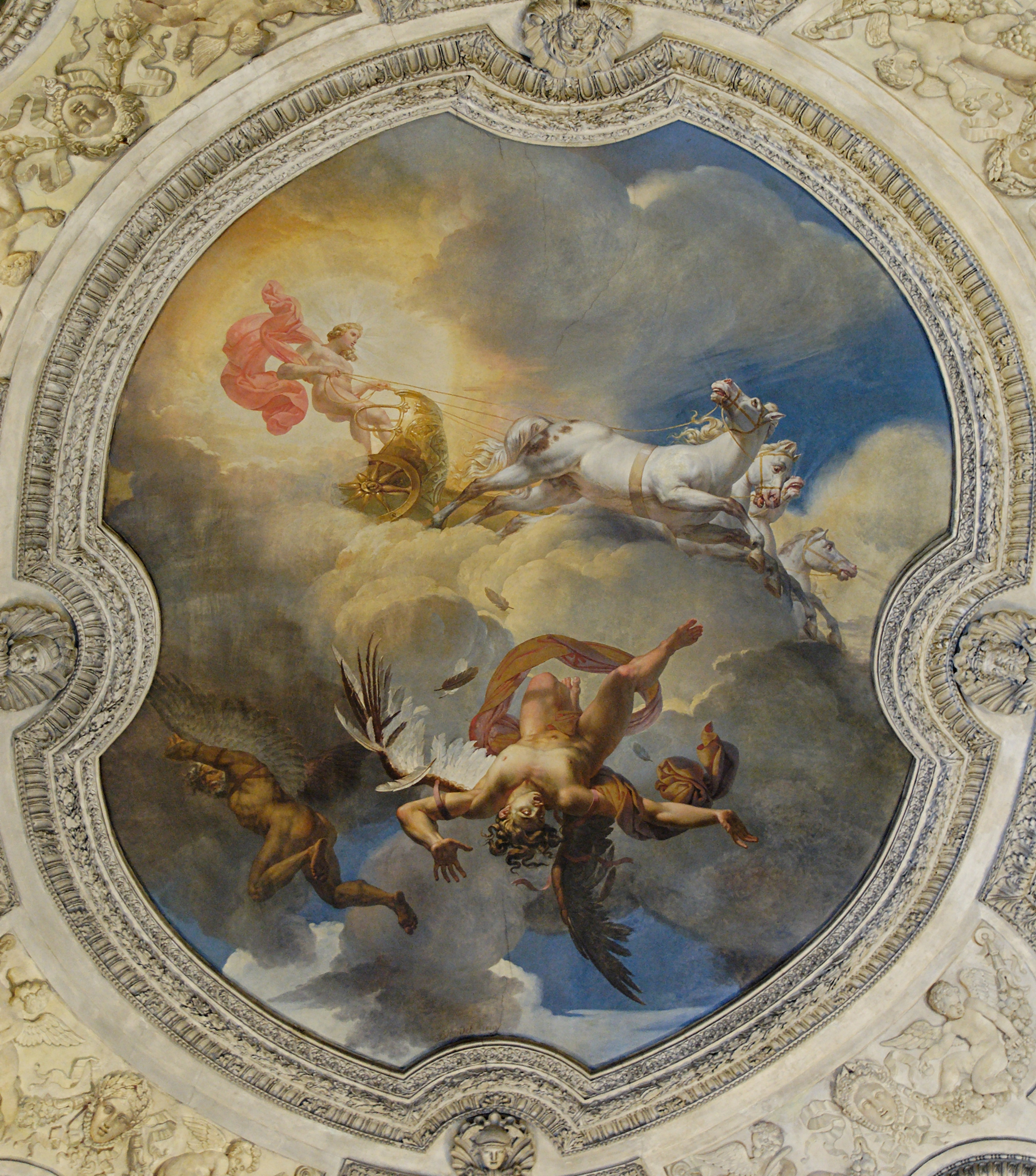
絵画『太陽またはイーカロスの墜落』（1819、ルーヴル美術館）
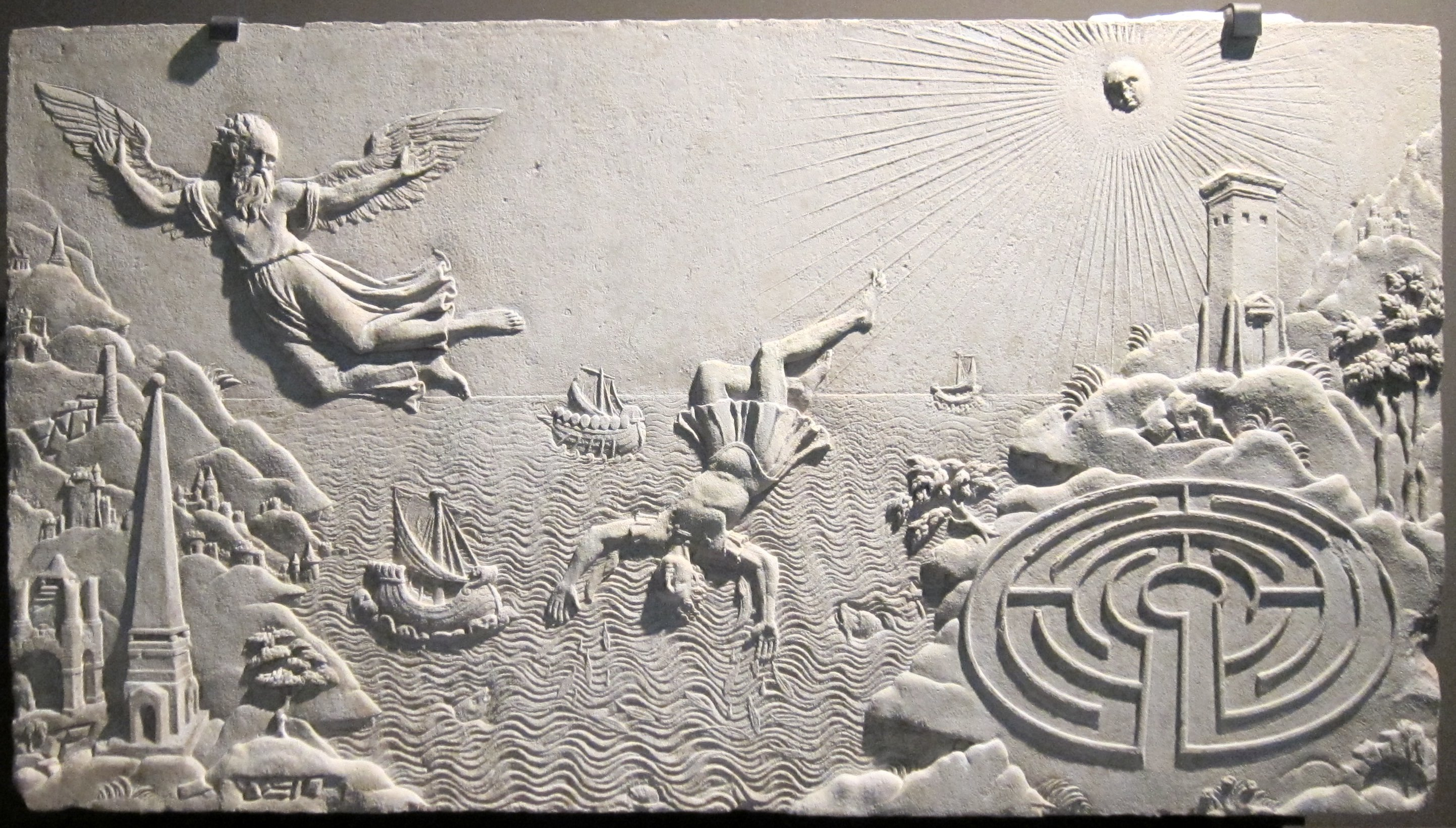
右下に迷宮が描かれた17世紀のレリーフ
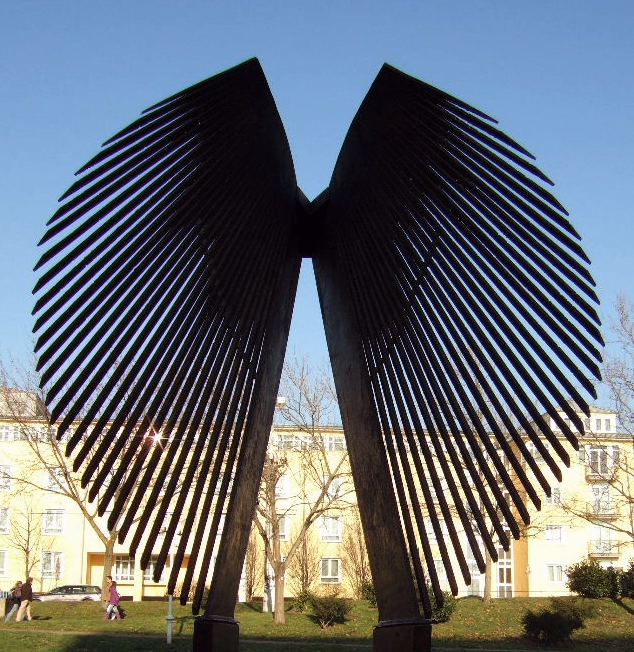
『イーカロス』（1993年作品）

## 後世への影響
- イーカリオス海 - イーカロスが落下した海。彼の名にちなんで名づけられた[4]。
- イーカリア島 - イーカロスの遺体が流れ着いた、もしくは、彼の船が着いたものの降りそこなって溺死したとされる[1]。
- イカルス - 楕円軌道を描いて水星軌道の内側へはいる小惑星のひとつ。彼の故事にちなんで名づけられた。
- イカロス - 単独の恒星として検出された最も遠い恒星。
- IKAROS - 小型ソーラー電力セイル実証機。イーカロスにちなんで名付けられた[5]。
- 勇気一つを友にして - NHKの「みんなのうた」で1975年に紹介された楽曲。イーカロスの神話を題材にしている。但しイーカロスが太陽に近付こうとしたことを「慢心」と「無謀」ではなく「勇気」と肯定的な解釈をした歌詞の内容になっている。
- イカロス昇天グループ -1969年に北海道で北海道大学探検部と共同で熱気球の有人飛行を行った京都のグループの名称[6]。
- イカルスの飛翔 (Flight Of Icarus) -イギリスのヘヴィ・メタルバンド、アイアン・メイデンの楽曲。『頭脳改革』(Piece Of Mind)収録。
- IKAROS - King Gnuのノンタイアップ曲 [THE GREATEST UNKNOWNの8曲目]